# Казачья (приток Енисея)
Казачья (Япторма) — река в Таймырском Долгано-Ненецком районе Красноярском крае, правый приток Енисея.
Длина реки — 69 км, площадь водосборного бассейна — 424 км². Впадает в реку Енисей справа на расстоянии 48 км от её устья, в 15 км выше посёлка Воронцово.
По данным государственного водного реестра России относится к Енисейскому бассейновому округу.
- Код водного объекта 17010800412116100114973